# ساوت‌وست گس
ساوت‌وست گس (انگلیسی: Southwest Gas) شرکت انرژی آمریکایی است، که در سال ۱۹۳۱ تأسیس شد.